# Seznam švedskih inženirjev
Seznam švedskih inženirjev.

## A
- Nils Alwall (1904-1986)
- Salomon August Andrée (1854-1897) (raziskovalec Arktike z balonom)
- Arne Asplund (1903-1993)

## B
- Nils Bohlin (1920-2002)

## D
- Gustaf Dalström (1837-1906)
- Gustaf Dalén (1869-1937)

## E
- Rune Elmqvist (1857-1924)
- John Ericsson (1803-1889)
- Lars Magnus Ericsson (1846-1926)

## G
- Bengt Gadefelt (1924-2001)

## J
- Carl Edvard Johansson (1864-1943)
- Johan Petter Johansson (1864-1943)

## L
- Håkan Lans (1942-)
- Gustaf de Laval (1845-1913)
- Frans Wilhelm Lindqvist (1862-1931)

## N
- Carl Rickard Nyberg (1858-1939)

## P
- Gustaf Erik Pasch (1788-1862)
- Baltzar von Platen (1898-1984)

## W
- Erik Wallenberg (1915–1999)
- Jonas Wenström (1855-93)
- Sven Wingquist (1876-1953)